# Sandra Lemos
Sandra Milena Lemos Rivas (ur. 1 stycznia 1989 w Praderze) – kolumbijska lekkoatletka specjalizująca się w pchnięciu kulą.
Dwukrotna olimpijka z 2012 w Londynie i 2016 w Rio de Janeiro. Medalistka igrzysk Ameryki Południowej w 2014, igrzysk Ameryki Środkowej i Karaibów w 2014 i dwukrotnie mistrzostw Ameryki Południowej.
Mistrzyni Kolumbii w pchnięciu kulą w latach 2010, 2013, 2014, 2016, 2017 i 2022–2024.
Rekord życiowy: 18,03 m (16 maja 2013, Uberlândia) – rekord Kolumbii.

## Osiągnięcia
| Rok  | Impreza                                  | Miejsce             | Pozycja           | Wynik |
| ---- | ---------------------------------------- | ------------------- | ----------------- | ----- |
| 2008 | Mistrzostwa świata juniorów              | Bydgoszcz           | 4. miejsce        | 15,92 |
| 2011 | Mistrzostwa Ameryki Południowej          | Buenos Aires        | 6. miejsce        | 15,36 |
| 2011 | Mistrzostwa Ameryki Środkowej i Karaibów | Mayagüez            | 4. miejsce        | 15,59 |
| 2012 | Mistrzostwa ibero-amerykańskie           | Barquisimeto        | 4. miejsce        | 17,47 |
| 2012 | Igrzyska olimpijskie                     | Londyn              | 27. miejsce (el.) | 16,50 |
| 2013 | Mistrzostwa Ameryki Południowej          | Cartagena de Indias | 2. miejsce        | 17,72 |
| 2013 | Mistrzostwa świata                       | Moskwa              | 17. miejsce (el.) | 17,55 |
| 2013 | Igrzyska boliwaryjskie                   | Trujillo            | 2. miejsce        | 17,45 |
| 2014 | Igrzyska Ameryki Południowej             | Santiago            | 3. miejsce        | 17,20 |
| 2014 | Mistrzostwa ibero-amerykańskie           | São Paulo           | 2. miejsce        | 17,10 |
| 2014 | Igrzyska Ameryki Środkowej i Karaibów    | Xalapa              | 3. miejsce        | 17,50 |
| 2015 | Mistrzostwa Ameryki Południowej          | Lima                | 4. miejsce        | 17,01 |
| 2016 | Mistrzostwa ibero-amerykańskie           | Rio de Janeiro      | 4. miejsce        | 17,29 |
| 2016 | Igrzyska olimpijskie                     | Rio de Janeiro      | 31. miejsc (el.)  | 16,46 |
| 2017 | Mistrzostwa Ameryki Południowej          | Asunción            | 2. miejsce        | 17,30 |
| 2017 | Mistrzostwa świata                       | Londyn              | 27. miejsce (el.) | 16,36 |
| 2017 | Igrzyska boliwaryjskie                   | Santa Marta         | 2. miejsce        | 17,87 |
| 2021 | Mistrzostwa Ameryki Południowej          | Guayaquil           | 5. miejsce        | 16,01 |
| 2022 | Igrzyska boliwaryjskie                   | Valledupar          | 5. miejsce        | 15,16 |
| 2023 | Mistrzostwa Ameryki Południowej          | São Paulo           | 5. miejsce        | 16,54 |